# Szopenfeldziarz
Szopenfeldziarz – złodziej dokonujący kradzieży w sklepie lub w magazynie.

## Geneza
Określenie pojawiło się prawdopodobnie w XIX wieku; występowało w słowniku warszawskim (tom 6, 1909), wraz z pokrewnymi rzeczownikami  szopenfeldziarka i szopenfeld. Źródła podają różniące się nieco zakresy stosowalności pojęcia. Może ono dotyczyć kradzieży w trakcie oglądania towarów, w czasie kupna i w obecności personelu; zazwyczaj odnosi się do kradzieży ubrań, na przykład wynoszonych ze sklepu pod własną odzieżą, ale przed II wojną światową stosowane było również w odniesieniu do okradania kas sklepowych przy odwróceniu uwagi sprzedawcy wydającego resztę. 
Słowo wywodzi się z żargonu przestępczego i, choć początkowo było używane w gwarze złodziejskiej, z czasem zaadaptowała je, jako fachowy termin, literatura kryminalistyczna. Wyraz ten pochodzi prawdopodobnie z języka niemieckiego, poprzez jidysz, a powstał na bazie słowa szottenfeller z żydowskiej gwary złodziejskiej oraz wyrazów шоттенфнллер, шопенфиллер i шопемфиллер, występujących w rosyjskiej gwarze złodziejskiej i oznaczających złodzieja kradnącego w sklepach jubilerskich.

## Kultura masowa
W komedii Vabank, będącej debiutem reżyserskim Juliusza Machulskiego, występowali dwaj szopenfeldziarze: bracia Moks i Nuta.